# Каберне Совиньон
Каберне Совиньон (на френски: Cabernet Sauvignon) е най-разпространеният в света червен винен сорт грозде, с произход от района на Бордо, Франция. Според съвременни ДНК анализи, е получен чрез кръстосване на сортовете Каберне Фран и Совиньон блан. Освен във Франция е разпространен и в Италия, Испания, Великобритания, Германия, Румъния, България, Чехия, Унгария, Гърция, Кипър, Словения, Молдова, Украйна, Русия, Грузия, САЩ, Аржентина, Боливия, Перу, Уругвай, Чили, Австралия, Нова Зеландия, Япония, ЮАР и др. Отглежда се във всички лозарски страни и заема около 10% от световните площи с винени насаждения. В България Каберне Совиньон е на първо място между сортовете за червени вина и е райониран, като се отглежда основно в Северния, Южния и Югозападния лозаро-винарски райони.
Синоними: Bordeaux, Bordo, Bouchet, Bouschet Sauvignon, Breton, Burdeaos Tinto, Caberne, Cabernet petit, Cabernet piccolo, Carbonet, Carbouet Castet, Dzanati, Epicier noir, Kaberne Sovinjon, Lafet, Lafite, Marchoupet, Menut, Navarre, Petit Bouchet, Petit Bouschet, Petit Cabernet, Petit Vidure, Petite parde, Petite Vidure, Sauvignon, Sauvignon rouge, Sauvignonne, Vaucluse, Veron, Vidure, Vidure petite и др.
Средно зреещ сорт: гроздето узрява през първата половина на септември. Има силен растеж, висока родовитост и среден добив. Добивът варира от 726 до 1540 кг/дка в зависимост от вариациите и клоновете. Развива се добре по хълмове, на леки песъчливи и хумусно-карбонатни почви. Сравнително устойчив е на суша, студ и гниене.
Гроздът е малък (50 – 100 г.), цилиндрично-коничен, понякога крилат, полусбит или рехав. Зърната са дребни (0,8 – 1,2 г.), сферични, синьо-черни, с изобилен восъчен налеп. Кожицата е дебела и жилава. Месото е сочно, с хармоничен вкус, с безцветен сок.
Използва се за приготвяне на висококачествени червени сортови и купажни вина, шампански виноматериали и сокове. Сортовите вина се отличават с наситен тъмночервен цвят, добра плътност и интензивен аромат на дребни червени плодове – касис, къпина и черница. При отлежаване в дъбови бъчви развиват богат, комплексен аромат, с нюанси на подправки, дъб, дим, шоколад и канела. Обикновено вината разкриват максималните си качества след 3 до 10-годишно отлежаване. Най-известните производители на вина, в които Каберне Совиньон е единствен или основен сорт от купажа са „Chateau Lafite-Rothschild“, „Chateau Latour“, „Chateau Mouton-Rothschild“ и „Chateau Margaux“ от Бордо (Франция), както и калифорнийските „Caymus Vineyards“, „Robert Mondavi Winery“, „Heitz Wine Cellars“, „Beaulieu Vineyards“, „Stag’s Leap Wine Cellars“.